# Bisdom Tilarán-Liberia
Het bisdom Tilarán-Liberia (Latijn: Dioecesis Tilaranensis-Liberiana) is een rooms-katholiek bisdom met als zetels Tilarán en Liberia, in Costa Rica. Het bisdom is suffragaan aan het aartsbisdom San José de Costa Rica.

## Geschiedenis
Het bisdom werd opgericht op 22 juli 1961, uit delen van het bisdom Alajuela, als het bisdom Tilarán. Op 15 november veranderde de Latijnse naam van het bisdom van Pluviensis naar Tilaranensis. Op 18 december 2010 veranderde het bisdom van naam naar Tilarán-Liberia, een verwijzing naar de provinciehoofdstad Liberia. 

## Parochies
Het bisdom had in 2020 een oppervlakte van 11.720 km2 en telde 491.015 inwoners waarvan 78,3% rooms-katholiek was.

## Bisschoppen
- Román Arrieta Villalobos (12 augustus 1961 - 2 juli 1979)
- Héctor Morera Vega (4 december 1979 - 13 juli 2002)
- Vittorino Girardi Stellin (13 juli 2002 - 6 februari 2016)
- Manuel Eugenio Salazar Mora (6 februari 2016 - heden)

## Galerij van afbeeldingen

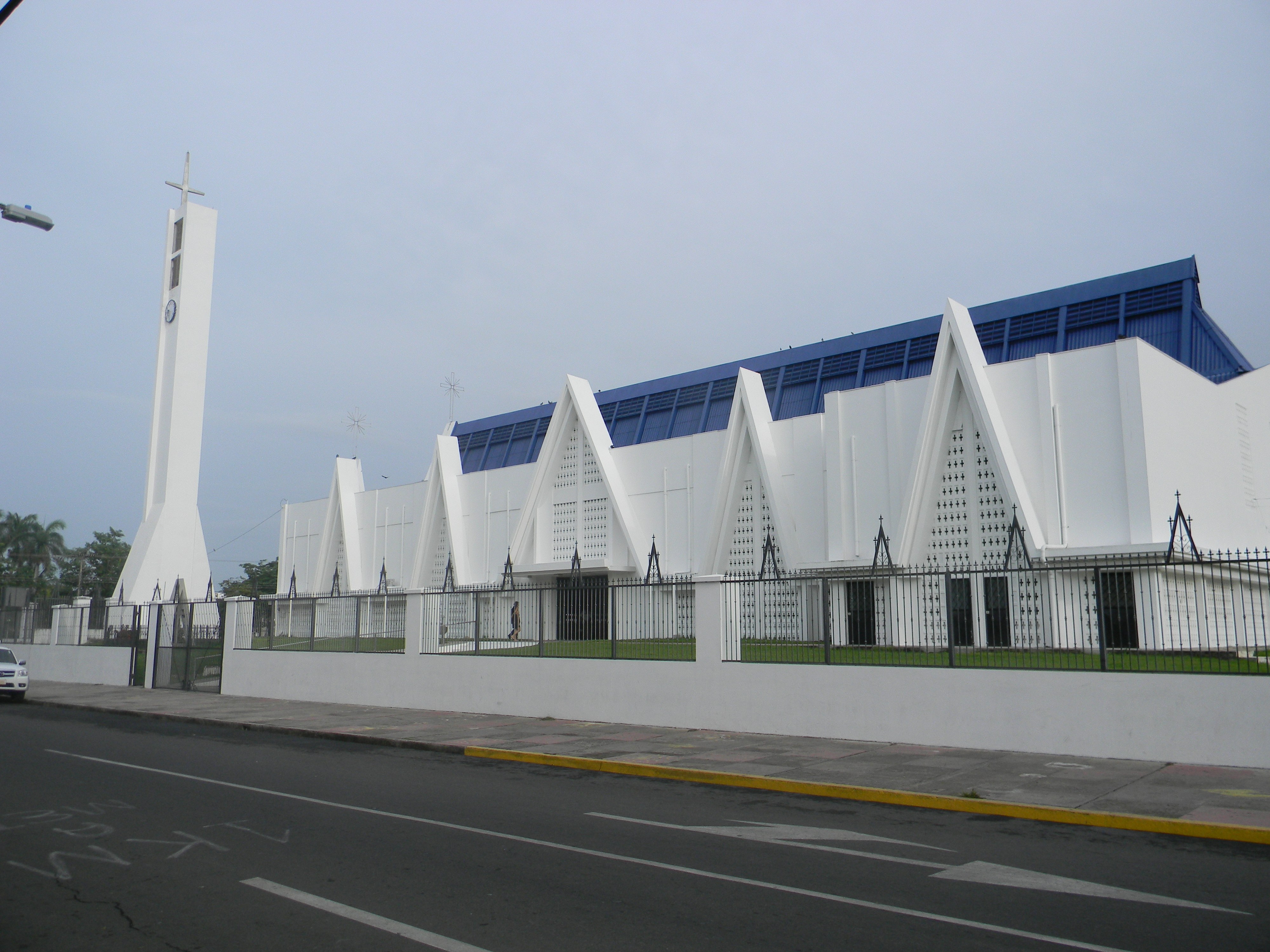
Cokathedraal van Liberia in 2011